# Enno Russell
Ernst Enno Russell (* 25. Mai 1869 in Papenburg; † 23. September 1949 in Hohenborn (Zierenberg)) war ein deutscher Bankier.

## Leben
Er war der Sohn von Emil Russell und dessen Ehefrau Angela, geborene Beckering.
Nach dem Abitur am Wilhelmsgymnasium in Berlin diente Russell ab  1. Oktober 1887 als Einjährig-Freiwilliger beim Feldartillerie-Regiment Nr. 15 in Straßburg. Nach zwei Wochen wurde er im Corps Palaio-Alsatia aktiv. Im Dreikaiserjahr recipiert, wollte er nach der Militärzeit nicht in Straßburg bleiben. Am 29. Oktober 1888 wurde ihm studienhalber der Austritt gestattet. Das Band erhielt er durch FCC-Beschluss erst am 21. Juli 1923. Ab dem Wintersemester 1888/89 studierte er Rechtswissenschaft an der Universität Leipzig. Von dort wechselte er an die  Friedrich-Wilhelms-Universität zu Berlin, die ihn 1891 zum Dr. iur. promovierte. Am 17. November desselben Jahres wurde er Leutnant der Reserve im 1. Pommerschen Feldartillerie-Regiment Nr. 2.
Das Bankgeschäft erlernte Russell bei der Norddeutschen Bank in Hamburg, bei William Brandt's Sons and Co in London und in Paris. 1893 trat er eine fast zweijährige Weltreise an, die ihn zur World’s Columbian Exposition und zu den wichtigen Auslandsengagements der Disconto-Gesellschaft in Südamerika, Neuguinea und Ostasien führte. 1895 in die Disconto-Gesellschaft eingetreten, erhielt er 1899 Prokura. Als stellvertretender Direktor und einer von damals (1902) sechs Geschäftsinhabern oblagen ihm das ausgedehnte Filialnetz und das Personalwesen. 1904 saß Russell im Aufsichtsrat einer Plantage Mariara GmbH in Venezuela. Etwa von 1907 bis 1913 hielt er das Amt des Generalkonsuls für Rumänien in Berlin inne. Die zahlreichen Fusionen in der Zwischenkriegszeit, die Deutsche Inflation 1914 bis 1923 und die Weltwirtschaftskrise machten seinen Aufgabenbereich besonders anspruchsvoll. Die Mitarbeiterzahl stieg in seiner Zeit als Geschäftsinhaber von 500 auf mehr als 7.000. Als Aufsichtsratsmitglied vertrat Russell die Interessen der Disconto-Gesellschaft bei mehreren Hypothekenbanken, darunter der Preußischen Boden-Credit-Aktien-Gesellschaft in Berlin und der  Deutschen Hypothekenbank in Meiningen. Aufsichtsratsvorsitzender war er bei der  Sächsischen Maschinenfabrik in Chemnitz. Bei der Fusion der Disconto-Gesellschaft mit der  Deutschen Bank im Oktober 1929 schied Russell aus der Geschäftsführung aus.  Bis 1941 war er stellvertretender Vorsitzender des Aufsichtsrats.
Zwischen 1910 und 1914 erwarb Russell in Nordbrandenburg das Rittergut Wulkow. Er besaß es circa bis 1932 und wohnte größtenteils in Berlin. Gut Wulkow umfasste um 1929 etwa 800 ha. Danach erwarb er ein Gut in Hessen und verlegte nach dort seinen Hauptwohnsitz. Dieses Gut betreiben bis heute die Nachfahren.
Seine Ehefrau war Friederike (Frida) Pfeiffer (* 1880; † 1970), Schwester des Karl Ludwig Pfeiffer.

## Werke
- Reise um die Welt. 1893–1894, Nachdruck 1995, ISBN 3-9803288-5-6.